# 田所由妃
田所 由妃（たどころ ゆき、1977年2月27日 - ）は、圭三プロダクション所属のフリーアナウンサー。北海道テレビ放送（HTB）アナウンサー時代までは山下 由妃（やました ゆき）の名で活動していた。

## プロフィール
- 鹿児島県鹿児島市出身。鹿児島県立鹿児島中央高等学校、鹿児島大学法文学部卒業。
- O型。身長168cm。靴のサイズ24.5cm。上9号（7～9号）。
- 2003年、「山下由妃」名義でNHK鹿児島放送局に契約キャスターとして入局。2005年、北海道テレビ放送に契約社員として入社。2008年3月をもって退社した。上京して圭三プロダクションに所属し、活動名を「田所由妃」に変更。その上で、2010年3月から2年間テレビ埼玉（テレ玉）契約アナウンサーとして活動。
- 趣味は料理、陶芸。特技は鹿児島弁、書道。
資格は普通自動車運転免許、教員免許（中学・高校国語）、日本漢字能力検定2級、ベジタブル＆フルーツマイスター（野菜ソムリエ）、北海道フードマイスター、損害保険代理店資格（上級）を所持。

## 活動

### NHK鹿児島時代
- おやっと5（メインキャスター）
- かごしま熱風録（リポーター・ナレーション）
- フレッシュ情報かごしま（キャスター）

### HTB時代
- おはよう天気HTB（キャスター）
- スキップ（ニュースキャスター）
- 愛らぶサッポロ（司会）
- onチャンネルHTB（司会）
- 速報!甲子園への道（キャスター）
- 高校野球南北海道大会（中継リポーター）
- スポーツカップ～ジュニアスキー（リポーター）
- それいけ!赤銅少年剣道練成大会（リポーター）
- ミラクルミルクスペシャル（料理コーナー司会）

### テレ玉時代
- 第1回奄美島うたのど自慢大会（司会、2010年8月22日 目黒区民センターホール）
- ニュース930
- 埼玉ビジネスウォッチ（キャスター）
- テレ玉ニュース
- テレ玉イブニングNEWS